# Giornale di Sicilia
Giornale di Sicilia (Le Journal de Sicile) est un quotidien italien qui diffuse à 29 993 exemplaires de moyenne en mars 2016. En août 2017 il a été acheté par la concurrente Gazzetta del Sud de Messine.

## Histoire
Le Giornale officiale di Sicilia est créé en 1860 lors de l'expédition des Mille de Giuseppe Garibaldi en Sicile. Dirigé par Girolamo Ardizzone est l'organe de la gauche démocratique de Francesco Crispi. 